# Illinois (album)
Illinois (stylizowane jako Sufjan Stevens Invites You To: Come On Feel the ILLINOISE na okładce albumu; czasami zapisywane jako Illinoise)  – album koncepcyjny, wydany w 2005 roku przez amerykańskiego muzyka Sufjana Stevensa. Utwory określają miejsca i osoby związane z amerykańskim stanem Illinois. To drugi album, w oparciu o stan USA w planowanej części 50 stanów.

## Lista utworów
1. "Concerning the UFO Sighting Near Highland, Illinois" – 2:09
2. "The Black Hawk War, or, How to Demolish an Entire Civilization and Still Feel Good About Yourself in the Morning, or, We Apologize for the Inconvenience but You're Going to Have to Leave Now, or, 'I Have Fought the Big Knives and Will Continue to Fight Them Until They Are Off Our Lands!'" – 2:14
3. "Come On! Feel the Illinoise!" – 6:45
  1. "The World’s Columbian Exposition"
  2. "Carl Sandburg Visits Me in a Dream"
4. "John Wayne Gacy Jr." – 3:19
5. "Jacksonville" – 5:24
6. "A Short Reprise for Mary Todd, Who Went Insane, but for Very Good Reasons" – 0:47
7. "Decatur, or, Round of Applause for Your Step Mother!" – 3:03
8. "One Last 'Whoo-Hoo!' for the Pullman" – 0:06
9. "Chicago" – 6:04
10. "Casimir Pulaski Day" – 5:54
11. "To the Workers of the Rock River Valley Region, I Have an Idea Concerning Your Predicament" – 1:40
12. "The Man of Metropolis Steals Our Hearts" – 6:17
13. "Prairie Fire That Wanders About" – 2:11
14. "A Conjunction of Drones Simulating the Way in Which Sufjan Stevens Has an Existential Crisis in the Great Godfrey Maze" – 0:19
15. "The Predatory Wasp of the Palisades Is Out to Get Us!" – 5:23
16. "They Are Night Zombies!! They Are Neighbors!! They Have Come Back from the Dead!! Ahhhh!" – 5:09
17. "Let's Hear That String Part Again, Because I Don’t Think They Heard It All the Way Out in Bushnell" – 0:40
18. "In This Temple as in the Hearts of Man for Whom He Saved the Earth" – 0:35
19. "The Seer's Tower" – 3:54
20. "The Tallest Man, the Broadest Shoulders" – 7:03
  1. "The Great Frontier"
  2. "Come to Me Only with Playthings Now"
21. "Riffs and Variations on a Single Note for Jelly Roll, Earl Hines, Louis Armstrong, Baby Dodds, and the King of Swing, to Name a Few" – 0:46
22. "Out of Egypt, into the Great Laugh of Mankind, and I Shake the Dirt from My Sandals as I Run" – 4:21

## Elementy tematyczne
Album jest pełen aluzji i odniesień. Poniżej lista aluzji i odniesień, która może być nie kompletna.
1. "Concerning the UFO Sighting Near Highland, Illinois"
  - UFO
  - Highland – miasto w stanie Illinois, w hrabstwie Madison
  - Lebanon  – miasto w stanie Illinois, w hrabstwie St. Clair
  - Czarne trójkąty
2. "The Black Hawk War, or, How to Demolish an Entire Civilization and Still Feel Good About Yourself in the Morning, or, We Apologize for the Inconvenience but You're Going to Have to Leave Now, or, 'I Have Fought the Big Knives and Will Continue to Fight Them Until They Are off Our Lands!'"
  - Wojna Czarnego Jastrzębia
  - Czarny Jastrząb
3. "Come On! Feel the Illinoise!"
  - World’s Columbian Exposition
  - Columbia  – miasto w stanie Illinois, w hrabstwie Monroe
  - Paryż i Wieża Eiffla
  - Diabelski młyn
  - New Age
  - Frank Lloyd Wright
  - Carl Sandburg
4. "John Wayne Gacy Jr."
  - John Wayne Gacy
5. "Jacksonville"
  - Jacksonville  – miasto w stanie Illinois, w hrabstwie Morgan
  - Underground Railroad
  - Helen Keller
  - Andrew Jackson
  - Harold Washington
6. "A Short Reprise for Mary Todd, Who Went Insane, but for Very Good Reasons"
  - Mary Todd Lincoln
7. "Decatur, or, Round of Applause for Your Step Mother!"
  - Decatur (Illinois)
  - Sangamon River
  - Stephen A. Douglas
  - Abraham Lincoln
  - Caterpillar
  - Walt Whitman "Song of Myself"
8. "One Last 'Whoo-Hoo!' for the Pullman"
  - Pullman Company
9. "Chicago"
  - Chicago
  - Nowy Jork
10. "Casimir Pulaski Day"
  - Dzień Kazimierza Pułaskiego
  - 4-H Club
  - Białaczka
  - Stanowy ptak Illinois kardynał
  - Jakub 5:14
11. "To the Workers of the Rock River Valley Region, I Have an Idea Concerning Your Predicament"
  - Rock River
  - Rockford (Illinois)
12. "The Man of Metropolis Steals Our Hearts"
  - Superman
13. "Prairie Fire that Wanders About"
  - Peoria (Illinois)
  - Lydia Moss Bradley
  - Chicago Cubs
  - Emma Abbott
  - Święty Mikołaj (kultura masowa)
14. "A Conjunction of Drones Simulating the Way in which Sufjan Stevens Has an Existential Crisis in the Great Godfrey Maze"
  - Egzystencjalizm (filozofia)
15. "They Are Night Zombies!! They Are Neighbors!! They Have Come back from the Dead!! Ahhhh!"
  - John A. Logan
  - Ulysses S. Grant
  - Ronald Reagan
  - Noc żywych trupów (film 1968)
  - Buda (Illinois)
  - Caledonia (Illinois)
16. "Let's Hear that String Part Again, Because I Don’t Think They Heard It All the Way out in Bushnell"
17. "In this Temple as in the Hearts of Man for Whom He Saved the Earth"
  - Pomnik Lincolna
18. "The Seer's Tower"
  - Sears Tower
19. "The Tallest Man, the Broadest Shoulders"
  - Robert Wadlow
  - Abraham Lincoln
  - Dziki Zachód
  - Michael Jordan
  - Wielki pożar Chicago
  - Chicago River
  - Jane Addams
  - Benny Goodman
  - Chicago Bears
  - Chicago Bulls
  - Shoeless Joe Jackson
20. "Riffs and Variations on a Single Note for Jelly Roll, Earl Hines, Louis Armstrong, Baby Dodds, and the King of Swing, to Name a Few"
  - Jelly Roll Morton
  - Earl Hines
  - Louis Armstrong
  - Baby Dodds
  - Benny Goodman
21. "Out of Egypt, into the Great Laugh of Mankind, and I Shake the Dirt from My Sandals as I Run"
  - Cairo (Illinois)